# Ludwig Alm
Ludwig Alm (* 22. März 1917 in Hamburg; † 9. Februar 1976 in Großhansdorf) war ein deutscher Fußballspieler. Der Fußballtorhüter hat mit den Vereinen Victoria Hamburg und FC St. Pauli neun Endrundenspiele (1943, 1949–51) um die deutsche Fußballmeisterschaft bestritten und in der damaligen Erstklassigkeit der Fußball-Oberliga Nord von 1947 bis 1955 insgesamt 122 Ligaspiele absolviert.

## Karriere

### Vereine
Alm wechselte 1938 vom SV Uhlenhorst-Herta zu Victoria Hamburg in die Gauliga Nordmark. In der Saison 1942/43 gewann der Torhüter mit „Vicky“ die Meisterschaft in der Gauklasse Hamburg und konnte mit den „Zitronengelben“ vom Lokstedter Steindamm an der Endrunde um die deutsche Fußballmeisterschaft 1943 teilnehmen. Aber gleich in der 1. Runde, am 2. Mai 1943, scheiterten die Blau-Gelben vom Stadion Hoheluft in einem Auswärtsspiel bei Eintracht Braunschweig. Mit 1:5 verlor die Victoria das Spiel; durch das verletzungsbedingte Ausscheiden von Alm bereits nach zehn Minuten müssen dem Team um Walter Ochs und Hans Schwartz mildernde Umstände zugesprochen werden. Auf Seiten der Braunschweiger erzielte der junge Mittelstürmer Walter Schemel drei Treffer.
Nach Ende des Zweiten Weltkrieges spielte Alm mit Victoria in der Stadtliga Hamburg und erreichte durch den 4. Rang 1946/47 unter Spielertrainer Hans Wendlandt die Aufnahme in die ab 1947/48 startende Oberliga Nord. Das erste Oberligajahr wurde aber eine Pleitenrunde für Alm und Victoria: Nach 22 Rundenspielen wies „Vicky“ indiskutable 6:38 Punkte auf und stieg damit umgehend aus dem Oberhaus der Oberliga in die Hamburger Zweitklassigkeit ab. Ab Januar hatte Torhüter Alm erfolglos die Doppelfunktion des Spielertrainers ausgeübt. Sein Leistungsvermögen unterstrich der Victoria-Keeper trotz der schlechten Mannschaftsleistung durch seinen Einsatz am 4. April 1948 in Köln beim Repräsentativspiel von Westdeutschland gegen Norddeutschland (3:0), als er das Tor der Nordauswahl hütete, wo im Feld Spieler wie Edmund Adamkiewicz, Heinz Trenkel, Heinz Spundflasche, Erich Ebeling, Walter Dzur und Hans Appel zum Einsatz gekommen waren. Durch seinen folgenden Wechsel zu St. Pauli verblieb er als Torhüter in der Oberliga Nord.
Alm, der in Statur und Größe an den legendären Nürnberger Heiner Stuhlfauth erinnerte, gehörte spätestens ab seinen drei Jahren bei St. Pauli zu den renommiertesten Torhütern von Norddeutschland. Er holte mit dem Team vom Millerntor dreimal in Folge die Vizemeisterschaft im Norden und schlug mit seinen Mannschaftskollegen auch eine beachtliche Klinge in den nachfolgenden Endrundenspielen um die deutsche Fußballmeisterschaft.
In seiner ersten St. Pauli-Saison, 1948/49, musste nach Abschluss der Runde ein Entscheidungsspiel über den Meisterschaftsgewinn entscheiden: Die beiden Erzrivalen Hamburger SV und St. Pauli wiesen beide 32:12 Punkte vor und traten deshalb am 22. Mai 1949 in Bahrenfeld erneut gegeneinander an. Alfred Boller brachte die Alm-Mannschaft vor 42.000 Zuschauern mit 2:0 in Führung, aber der HSV drehte das Spiel in der zweiten Halbzeit um und setzte sich mit 5:3 durch. In der Endrunde um die deutsche Meisterschaft setzte sich der Nordvizemeister zuerst gegen Rot-Weiss Essen mit 4:1 und in der zweiten Runde gegen den FC Bayern München durch; gegen den späteren Rekordmeister aus Bayern benötigten Alm und Mannschaftskollegen wie Karl Miller, Heinz Hempel, Rolf Börner, Harald Stender, Dzur und Appel nach einem 1:1 n. V. im ersten Match einen Sieg im Wiederholungsspiel einen Tag danach mit 2:0. Da es auch acht Tage später in Bremen (12. Juni) beim Spiel gegen die Walter-Elf des 1. FC Kaiserslautern bei einem weiteren 1:1 in die Verlängerung gegangen war, konnten Alm und Kollegen im Wiederholungsspiel am 19. Juni in Düsseldorf bei einer 1:4-Niederlage den „Roten Teufeln“ vom Betzenberg keinen nennenswerten Widerstand mehr entgegensetzen. Seine letzten drei Endrundenspiele bestritt Alm in der Endrunde 1951 in den Spielen gegen den FC Schalke 04 (2:1), 1. FC Kaiserslautern (2:4) und die SpVgg Fürth (1:4). Er stand in Konkurrenz zu Rudolf Schönbeck und galt als einer der besten Torhüter, den der FC St. Pauli je in seinen Reihen hatte.
Zur Saison 1951/52 schloss sich Alm dem SV Werder Bremen an. Mit der Mannschaft vom Weser-Stadion eröffnete er am 27. August 1951 mit einem 2:2 gegen Bremerhaven 93 die Saison. Am Rundenende hatte er 21 Ligaspiele absolviert; Konkurrent Dragomir Ilic hatte in neun Oberligaspielen das Tor der Grün-Weißen gehütet. Mit Mannschaftskameraden wie Herbert Burdenski, Richard Ackerschott, Horst Gernhardt, Hans Hagenacker, Hans Pöschl und Karl-Heinz Preuße wurde der 7. Platz belegt; Alm zog es nach Rundenschluss wieder nach Hamburg zurück. Er unterschrieb zur Saison 1952/53 beim Oberligaaufsteiger Harburger TB einen neuen Vertrag.
Mit dem HTB gelang 1953 und 1954 der Klassenerhalt, im dritten Jahr, 1954/55, stieg Alm aber mit dem Team der Rot-Weiß-Schwarzen von der Jahnhöhe in das Amateurlager ab. Auch das immer noch vorhandene Können des Ex-Nationalspielers Edmund Adamkiewicz konnte daran nichts ändern. Nach insgesamt 46 Oberligaeinsätzen für Harburg endete für den 38-jährigen Alm die Oberligakarriere im Sommer 1955.
Gemeinsam mit Robert Gebhardt und Walter Dzur absolvierte Alm vor April 1954 eine Trainerausbildung an der Deutschen Sporthochschule Köln.

### Neben dem Fußball

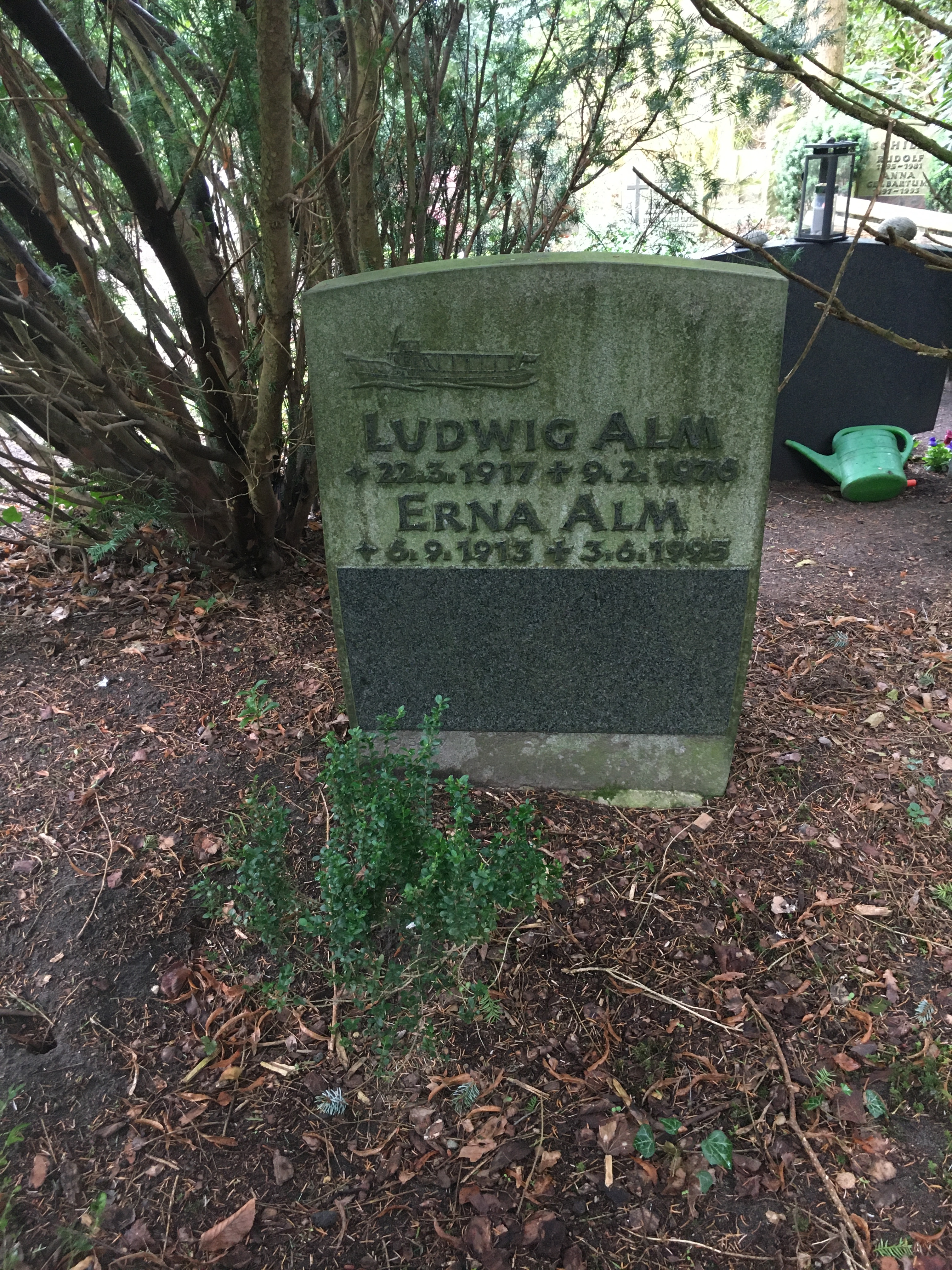
Grabstätte auf dem Friedhof Ohlsdorf im Planquadrat AG 9

Der 1948 Dritter im Kugelstoßen bei den Hamburger Leichtathletikmeisterschaften gewordene Ex-Torhüter führte nach der Karriere eine Kneipe im Hamburger Hafen, wo er später auch als Barkassenführer seinen Lebensunterhalt bestritt. Mit der 18,36 m langen und 4,52 m breiten Barkasse „Peter“ pflügte er durch den Elbstrom, erzählte den Hafen-Touristen neben allerlei Wissenswertem auch reichlich Seemannsgarn in Form von „Döntjes“ und „Tünkram“. Später übernahm sein Schwiegersohn Willi Breuer das Steuer, mittlerweile wird das Familienunternehmen in dritter Generation durch Enkel Boris geführt.
„Lut´n“ Alm war bei den Fans beliebt, seiner Beerdigung auf dem Friedhof Ohlsdorf im Februar 1976 wohnten über 1000 Menschen bei.

## Erfolge
- 3 mal Vizemeister mit dem FC St. Pauli in den Jahren 1949 bis 1951 in der Oberliga Nord